# Shelby American

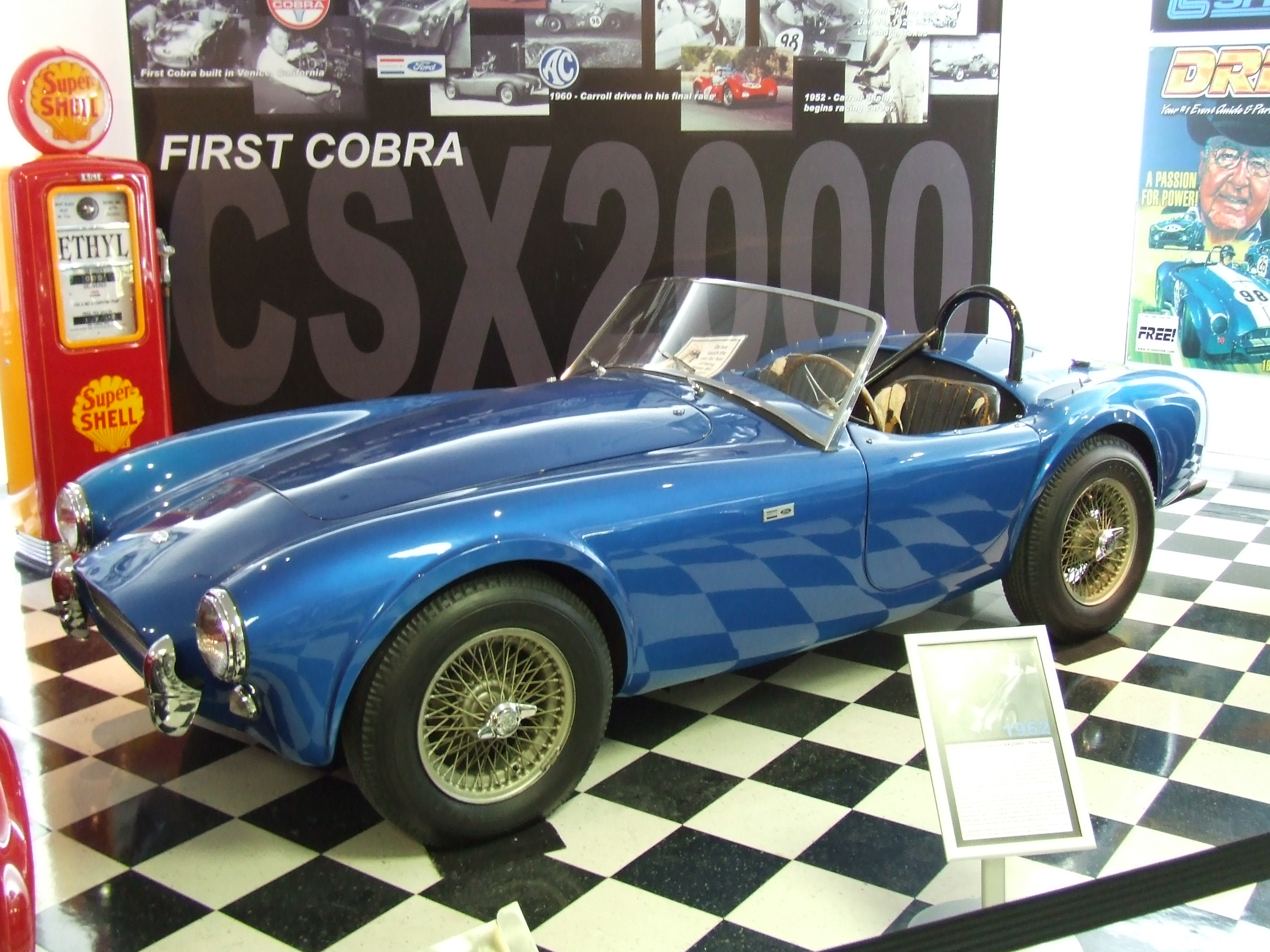
Shelby Cobra

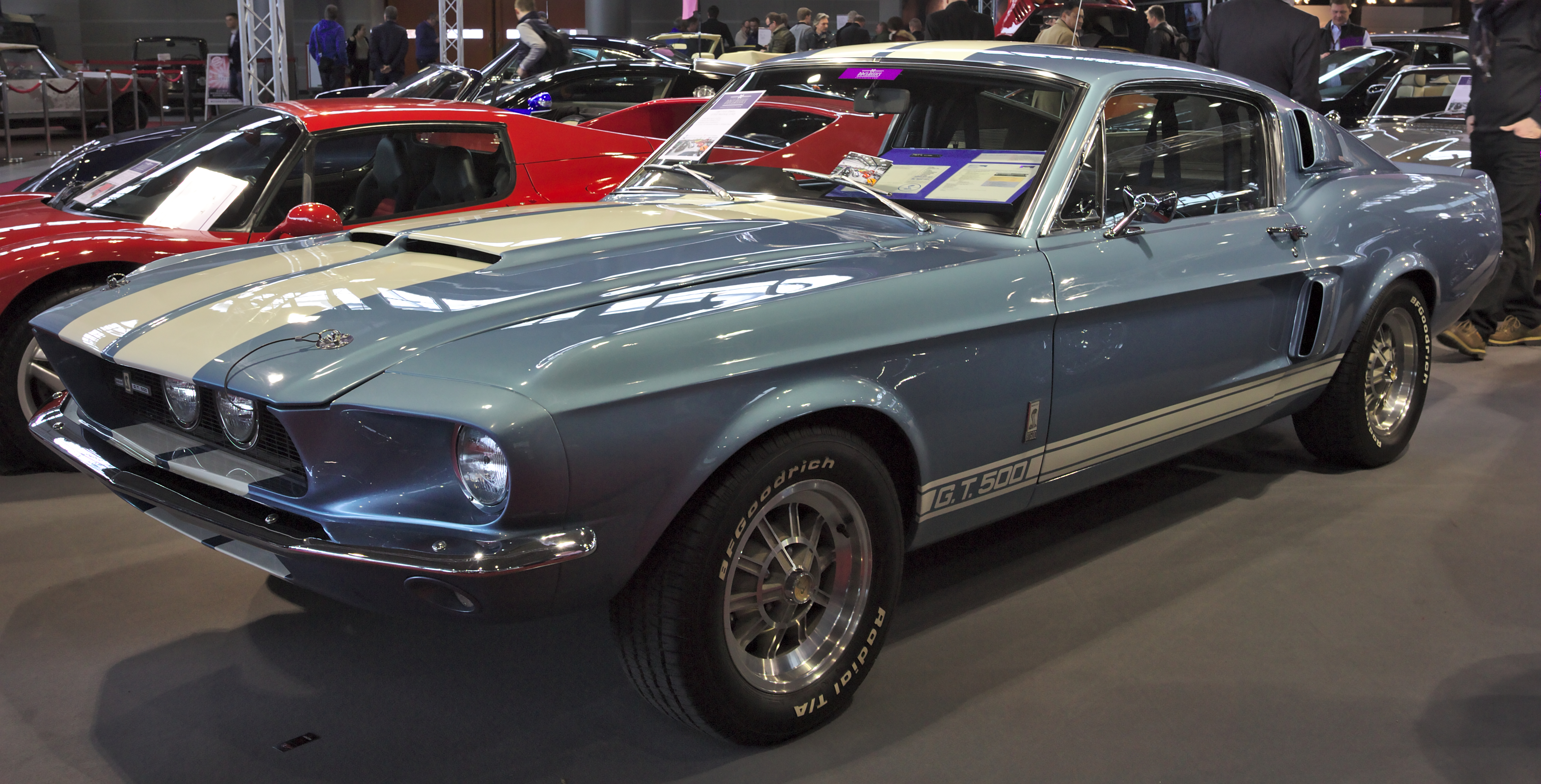
Shelby GT500

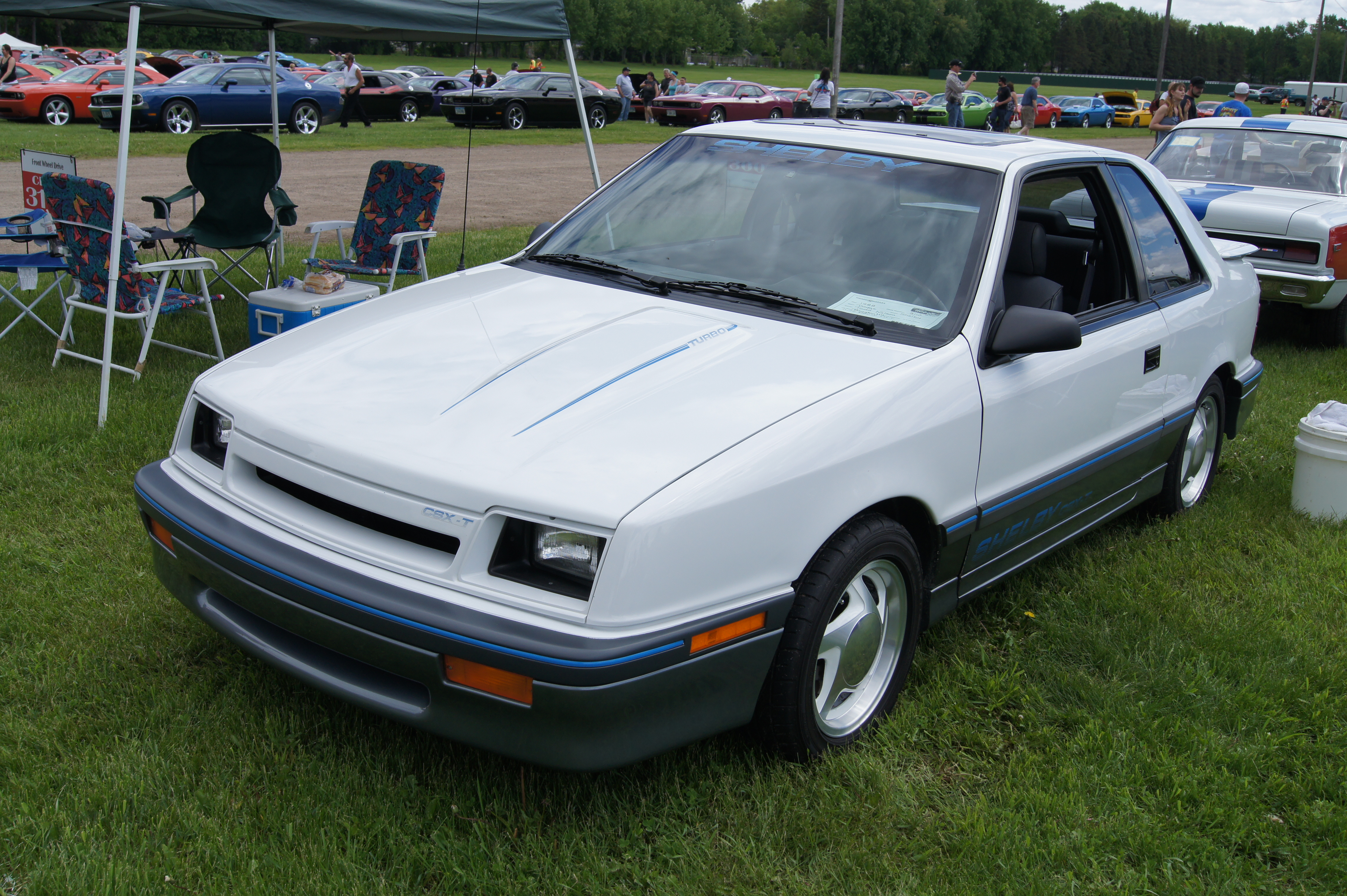
Shelby CSX

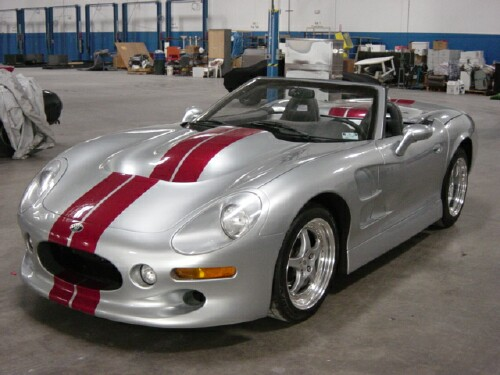
Shelby Series 1

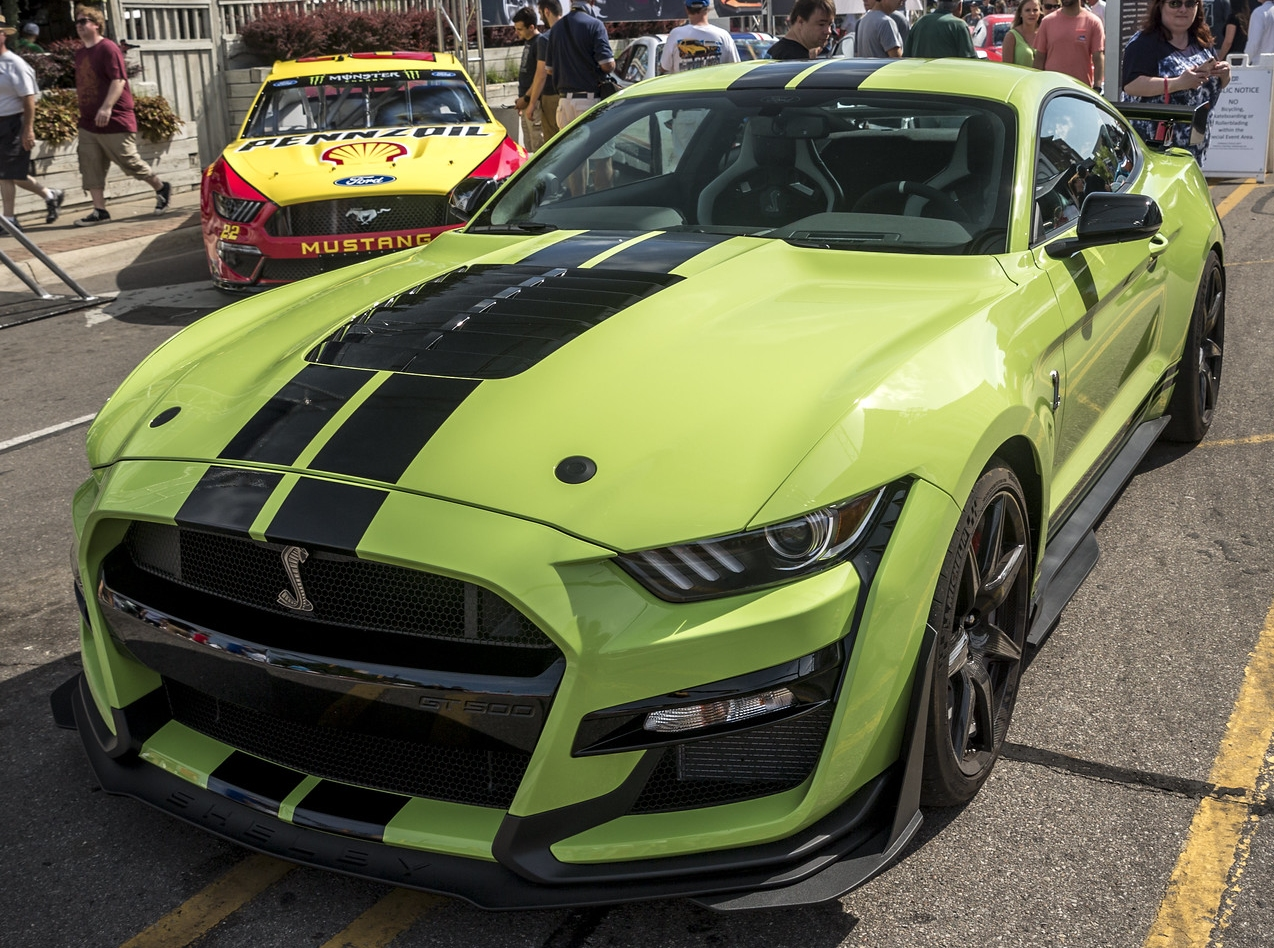
Ford Mustang Shelby GT500

Shelby – amerykański tuner i producent samochodów sportowych z siedzibą w Las Vegas działający od 1962 roku.

## Historia
W 1962 roku Carroll Shelby, utytułowany amerykański kierowca wyścigowy, podjął decyzję o wkroczeniu w branżę motoryzacyjną jako inwestor i założył przedsiębiorstwo Shelby American. W kolejnych latach skoncentrowało się na profesjonalnym modyfikowaniu modeli Forda, opierając się na wariacjach modelu Mustang. Przełomowy był zarazem pierwszy tego typu model - Shelby GT350. 
Poza współpracą z Fordem, Shelby skonstruowało też dwa sportowe modele w ramach sojuszu z brytyjskim AC Cars. Model Cobra powstał zarówno w wariancie wyścigowym, jak i drogowym, z kolei coupe Daytona zbudowano w celu udziału w sportach motorowych, w których Shelby zaangażowało się później także w latach 70. XX wieku.
Na początku lat 80. Shelby rozpoczął współpracę z firmą Dodge, na prośbę prezesa Chrysler Corporation, Lee Iacocca, z którym wcześniej współpracował przy budowie Forda Mustanga. W ramach tej kooperacji początkowo oferta Dodge została poszerzona przez sportowe warianty modelu Charger, Omni i Daytona. W połowie lat 80. Carroll Shelby stał się także członkiem grupy budującej nowy pojazd – Dodge Viper. 
Przełomowym momentem dla przedsiębiorstwa Shelby American było rozpoczęcie w 1986 roku sprzedaży modelu GLHS, a później także Lancer, CSX i Dakota na bazie konstrukcji Dodge. Po raz pierwszy od lat 60. producent nie sygnował zmodyfikowanych modeli swoją nazwą, lecz oferował je pod własną marką Shelby. Po wycofaniu z rynku Shelby CSX w 1989 roku, przedsiębiorstwo zakończyło współpracę z Dodge. 
Kolejnym przełomem było opracowanie w 1998 roku pierwszego w historii Shelby samodzielnego pojazdu, który został zbudowany od podstaw jako indywidualny projekt Carrolla Shelby. Roadster Shelby Series 1 trafił do limitowanej produkcji w 1998 roku, pozostając w niej do 2005 roku.
W 2003 roku utworzony został holding Carroll Shelby International, którego częścią stało się Shelby American. Poza nią, do koncernu należała także nowo powstała firma Shelby Automobiles, która rok później przejęła Shelby American. Ostatecznie jednak powrócono do pierwotnej nazwy w 2009 roku.
W 2005 roku, po 35 latach przerwy, Shelby wznowiło współpracę z Fordem i rozpoczęło w kolejnych latach produkcję licznych zmodyfikowanych wariantów Mustanga sygnowanych logo i charakterystycznym malowaniem w stylu Shelby. Taką formułę przedsiębiorstwo realizuje do dziś, koncentrując się na konstruowaniu wyczynowych, topowych wariantów Forda Mustanga.

## Modele samochodów

### Obecnie produkowane
- Ford Mustang Shelby GT350
- Ford Mustang Shelby GT500
- Ford F-150 Shelby

### Historyczne
- Daytona (1964–1965)
- Cobra (1962–1967)
- GT350 (1965–1970)
- GT500 (1967–1970)
- GLHS (1986–1987)
- Lancer (1987–1989)
- CSX (1987–1989)
- Dakota (1989)
- Series 1 (1998–2005)
- Series 2 (2018)